# Dermophiidae
Dermophiidae é uma família de gimnofionos encontrada na América do Sul e Central e na África.

## Gêneros
- Dermophis
- Schistometopum
- Gymnopis
- Geotrypetes